# Ounjougou
Ounjougou est un lieu-dit du Mali situé au centre d'un important complexe de sites archéologiques dans la haute vallée du Yamé, sur le plateau de Bandiagara, en pays Dogon. L'étude de nombreux niveaux riches en vestiges archéologiques et botaniques y a permis d'établir une séquence chronologique, culturelle et environnementale importante pour la compréhension du peuplement de la boucle du Niger et de l'Afrique de l'Ouest. Le nom d'Ounjougou est désormais associé à l'ensemble des recherches du programme de recherche international « Peuplement humain et paléoenvironnement en Afrique », créé en 1997,. Ce programme est coordonné à l'université de Genève (Suisse) par le laboratoire Archéologie et Peuplement de l'Afrique, à l'unité d'Anthropologie du département de Génétique et Évolution.

## Contexte géographique et historique
C'est une transformation récente du Yamé qui est à l'origine de la découverte de la richesse archéologique d'Ounjougou. En effet, une crue importante survenue en 1936 a considérablement modifié la configuration du cours d'eau en lui donnant son tracé actuel, beaucoup plus bas, ce qui a entraîné une forte érosion régressive dans les formations quaternaires environnantes. Cette incision verticale, responsable des spectaculaires ravinements aujourd'hui visibles dans la zone, a engendré des coupes naturelles pouvant dépasser 10 mètres de hauteur,. Leur étude a permis la découverte de nombreux niveaux archéologiques attribuables à une large plage temporelle, s'étendant du Paléolithique inférieur à nos jours. La séquence d'Ounjougou se distingue par une série de niveaux holocènes particulièrement riches en vestiges organiques bien conservés (charbons de bois, mais aussi pollens, feuilles, graines et bois), offrant l'opportunité de mettre en relation directe occupations humaines et variations climatiques et environnementales sur une longue séquence. C'est dans le but d'étudier de façon optimale le complexe de sites d'Ounjougou que le programme Peuplement humain et paléoenvironnement en Afrique a été créé.
Les travaux menés sur le gisement d’Ounjougou entre 1997 et 2004 ont permis de construire un premier scénario de l’histoire du peuplement du pays Dogon, révélant toutefois plusieurs hiatus archéologiques ou sédimentaires,,. À partir de 2005, les recherches ont ainsi progressivement été étendues à la falaise de Bandiagara et à la plaine du Séno, afin de tester le modèle de peuplement défini à Ounjougou et de comprendre les différents hiatus mis en évidence dans la séquence de la vallée du Yamé. De nombreux sites du Pléistocène et de l'Holocène ont alors été découverts,,,,. Les travaux du programme en pays Dogon ont été interrompus en 2011 en raison de conditions sécuritaires devenues trop précaires.

## Séquence archéologique et environnementale

### Pléistocène
Une séquence à haute résolution a pu être établie pour le Paléolithique d'Ounjougou, notamment grâce à plus de cinquante datations LSO réalisées en étroite association avec l'analyse géomorphologique des formations,. Certaines ruptures sédimentaires observées dans la séquence pléistocène d’Ounjougou semblent par ailleurs coïncider avec les évènements climatiques abrupts de type Heinrich du stade isotopique 3 (Heinrich 5 et 4),.

#### Paléolithique inférieur
Les plus anciennes traces d’occupation humaine se manifestent sur plusieurs sites du gisement sous la forme d’une industrie lithique caractérisée par des polyèdres, sub-sphéroïdes en grès quartzitique, associés à des galets taillés. Ces objets, qui évoquent une phase ancienne du Paléolithique par leurs aspects typologiques et techniques, ont été observés en stratigraphie dans des placages de sables grossiers cuirassés adhérant au bedrock. Une date LSO du Pléistocène moyen final, autour de 180 ka, a été obtenue pour des dépôts surmontant ces formations, constituant ainsi un terminus ante quem pour cette industrie lithique. Ses caractéristiques techniques de type Paléolithique inférieur permettent toutefois d'envisager un âge d'au moins 500 000 ans. Pourtant d’une grande visibilité archéologique, l’Acheuléen est jusqu’à présent absent de la zone d’Ounjougou, et du pays Dogon en général. Ceci pourrait indiquer l’existence, en Afrique de l'Ouest, de régions n’ayant pas été fréquentées par les populations porteuses de la culture acheuléenne, cependant bien représentée dans les pays voisins.

#### Paléolithique moyen
Toutes les autres industries lithiques du Pléistocène d'Ounjougou sont chronologiquement associées au Paléolithique moyen. Un nucléus Levallois à enlèvement préférentiel, trouvé isolément en stratigraphie, marque la première manifestation du Paléolithique moyen à Ounjougou. La datation LSO effectuée à l’emplacement de la découverte place ce nucléus vers 150 ka, au Pléistocène moyen récent. Les occupations du Paléolithique moyen dans la zone d’Ounjougou, toutes de plein air, deviennent cependant plus nombreuses au Pléistocène supérieur : vingt-cinq ensembles typo-techniques distincts ont ainsi pu être identifiés entre 100 000 et 22 000 ans, avec une concentration particulière au cours du stade isotopique 3, entre 50 000 et 30 000 ans,. 
Les industries qui se succèdent entre 100 000 et 20 000 ans sont extrêmement diversifiées. L'apparition du débitage laminaire vers 65 000 ans avant le présent (AP), puis du débitage discoïde vers 60 000 ans AP, l'avènement des pièces bifaciales foliacées vers 50 000 ans AP et la disparition du débitage Levallois vers 30 000 ans AP constituent les évènements les plus remarquables de la séquence. On note aussi dans la séquence du Paléolithique moyen l'occurrence d'une industrie sur galet de quartz présentant des caractéristiques qui la rapprochent d'un Paléolithique archaïque. 
L'étude de plusieurs sites d'Ounjougou a également permis de décrire une industrie originale pouvant rassembler des outils massifs (rabots) et des pièces obtenues par débitage sur enclume, l'existence de ce type d'assemblage ayant par la suite été confirmée grâce à la fouille d'un abri-sous-roche de la falaise de Bandiagara. La diversité des industries du Paléolithique moyen ainsi que leur succession sans logique évidente suggère un renouvellement régulier des groupes humains dans la région. On observe ensuite entre 20 000 et 10 000 ans AP un important hiatus en grande partie imputable à la période aride dite de l'Ogolien,.

### Holocène

#### Vers 9700 - 6750 av. J.-C.
Au tout début de l'Holocène, la céramique apparait à Ounjougou de façon précoce, au cours de la première moitié du Xe millénaire av. J.-C. La région était alors confrontée au retour de conditions plus humides, liées à un rapide retour de la mousson après le Dryas récent, et au développement d'un paysage de savane herbeuse ouverte sur le plateau de Bandiagara,,,,. Dans ce contexte, des populations ont produit une céramique caractérisée notamment par de petits bols, ainsi que par des décors imprimés,. 
L'apparition de la céramique à Ounjougou est associée à une industrie lithique caractérisée par la présence de petites pointes bifaciales. Ces innovations sont vraisemblablement liées aux changements environnementaux survenus pendant la mise en place des savanes tropicales au cours de l'Holocène ancien, à la nouvelle composition de la faune chassée qui en a résulté et au développement d'une couverture de graminées sauvages comestibles,. Cette phase correspond donc vraisemblablement à la mise en place d'une forme d'économie préagricole, consistant en une stratégie de collecte sélective intensive de graminées sauvages. Dans des niveaux datés du VIIIe millénaire av. J.-C., la céramique est également associée à du matériel de broyage (meules et broyeurs),.

#### 6750 - 3300 av. J.-C.
D’une manière générale, le fonctionnement hydrographique de la vallée du Yamé pendant l'Holocène moyen reflète bien le contexte climatique plus humide de l'Afrique tropicale entre 5800 et 3000 av. J.-C.. L'occupation d'Ounjougou est marquée par un important hiatus archéologique d'environ 2000 ans après la fin de l'Holocène ancien. Un atelier de taille spécialisé dans le façonnage bifacial de pointes en grès quartzitique témoigne d’une nouvelle occupation de la vallée du Yamé datée entre le VIe et le IVe millénaire av. J.-C..

#### 3300 - 400 av. J.-C.
À la transition entre Holocène moyen et récent, la zone d'Ounjougou était encore comprise dans un environnement de dense savane soudanienne arborée, associée à des zones humides à affinités guinéennes. Entre 2600 et 2200 av. J.-C., les paysages végétaux ont commencé à subir des modifications, correspondant à un déplacement des zones de végétation reflétant une réduction des précipitations et une tendance vers des conditions plus arides,. Il est possible que, pendant cette même période, des populations de pasteurs venus de la frange sud du Sahara aient fréquenté la vallée du Yamé dans le cadre de leurs transhumances saisonnières,. 
Néolithique
Les vestiges archéologiques et botaniques indiquent que des populations d'agriculteurs se sont installées dans la vallée du Yamé entre 1800 et 1400 av. J.-C., dans un contexte climatique marqué par une tendance à l’aridité mais demeurant plus humide que l’actuel,. Entre 1400 et 800 av. J.-C., les populations d'agriculteurs se sont développées et ont établi des villages ou des hameaux de culture dans la vallée du Yamé. Certains traits de la culture matérielle de cette période indiquent des liens avec plusieurs régions situées aux confins du Sahara et du Sahel comme le Gourma ou le Méma, reflétant un vaste courant culturel puisant au moins une partie de ses origines dans la région des Dhars de Mauritanie sud-orientale. Le Néolithique d'Ounjougou se termine entre 800 et 400 av. J.-C. La séquence archéologique est ensuite interrompue par un hiatus de quelques siècles, pouvant être au moins en partie mis en relation avec des conditions climatiques plus arides.

#### 400 av. J.-C. - 1400 ap. J.-C.
D'un point de vue archéologique, la période pré-dogon est datée à Ounjougou à partir du IVe siècle av. J.-C., mais l'occupation maximale qui lui est associée est comprise entre le VIIe et le XIIIe siècle de notre ère. 
Le mobilier céramique et métallique de cette période est bien connu, notamment grâce à l'étude du site de Dangandouloun, un abri-sous-roche à fonction rituelle,. Dans la proche falaise de Bandiagara, sur le site de Dourou-Boro, un ensemble de structures funéraires bâties en colombin d'argile entre le IIIe et le IVe siècle puis utilisées jusqu'au IXe siècle de notre ère est également attribué à la période pré-dogon. Ces découvertes, qui ont permis de combler un important hiatus archéologique, remettent également en question le concept des cultures Toloy et Tellem, définies dans les années 1960 et 1970 à la suite de recherches menées dans des grottes de la falaise de Bandiagara, près de Sangha.
Le modèle communément admis depuis les années 1970 considère en effet l'existence d'une rupture entre les entités Toloy et Tellem, non seulement sur la base d'un hiatus chronologique et de différences architecturales, mais également sur une différence culturelle importante révélée par la céramique. Les données récemment acquises et publiées plaident pour une révision de ce paradigme, qui admettait un peuplement en trois périodes par trois populations différentes (Toloy, Tellem, Dogon), puisqu'elles suggèrent plutôt que le pays Dogon a constitué pendant les deux derniers millénaires une région ouverte, intégrant au fil des siècles de nombreux apports culturels par l'intermédiaire de groupe de migrants, d'artisans, d'objets et de savoir-faire originaires de zones multiples, telles que le Méma et le delta intérieur du Niger au nord-ouest, le Gourma ou l'Oudalan à l'est, le Burkina Faso voltaïque au sud ou encore le Sénégal oriental, sans renouvellement total de la population. Les travaux récents préfèrent ainsi parler d'un peuplement pré-dogon multiple mais continu.

#### Dogons
Les recherches menées à Ounjougou ont aussi mis en évidence les liens entre le plateau de Bandiagara et les sphères ethnolingistiques voisines Mandé, Gour et Songhaï. L'étude des assemblages céramiques de surface d’une dizaine de villages abandonnés près d'Ounjougou, ainsi que la datation par le carbone 14 de l’un d’eux, indique que le plateau de Bandiagara a été peuplé par les Dogons à partir du XVe siècle de notre ère. Par ailleurs, des enquêtes ethnohistoriques révèlent plusieurs vagues de peuplement de plusieurs clans dogons distincts, suivies de multiples délocalisations et réoccupations de villages liées à des causes climatiques et environnementales ou politiques, et qui se traduisent aujourd’hui encore par un certain nombre de conflits fonciers. Les populations dogons ont fait l'objet de nombreuses études ethnohistoriques et ethnoarchéologiques, notamment en ce qui concerne les différentes traditions céramiques et la production métallurgique,.